# 熊取六人衆
熊取六人組（くまとりろくにんぐみ） または熊取六人衆（くまとりろくにんしゅう） は、原子力利用の危険性について研究し、追究し続けてきた京都大学原子炉実験所（現・京都大学複合原子力科学研究所）原子力安全研究グループの6人の科学者の総称、通称。

## 概要
「熊取」は、同所の所在する大阪府泉南郡熊取町に由来する。
グループの目的を、「原子力災害、放射能汚染など、原子力利用に伴うリスクを明らかにする研究を行い、その成果を広く公表することによって、原子力利用の是非を考えるための材料を社会に提供する」こととしている。

## メンバー
- 海老澤徹（1939年 - ）京都大学原子炉実験所元助教授。川崎市生まれ、京都大学理学部卒業。京都大学原子炉実験所助手、ミュンヘン工科大学研究員としてフランスの核物理学研究機関ラウエ・ランジュヴァン研究所（fr:Institut Laue-Langevin）に滞在。2002年定年退職[2]。
- 小林圭二（1939年 - 2019年 ）京都大学原子炉実験所助手、講師を経て、2003年定年退職。
- 瀬尾健（1940年 - 1994年）京都大学原子炉実験所元助手。
- 川野眞治（1942年 - ）京都大学原子炉実験所元助教授。大分県中津市生まれ、京都大学理学部卒業、京都大学大学院理学研究科博士課程修了。京都大学原子炉実験所助手、助教授を経て、2005年定年退職[2]。
- 小出裕章（1949年 - ）京都大学原子炉実験所助手、助教を経て、2015年定年退職。
- 今中哲二（1950年 - ）京都大学原子炉実験所助手、助教を経て、2016年定年退職。

## 参考図書
- 細見周『熊取六人組 反原発を貫く研究者たち』岩波書店、2013年3月15日、ISBN 978-4-00-022635-6
- 今中哲二・海老澤徹・川野眞治・小出裕章・小林圭二・瀬尾健『熊取六人衆の脱原発』七つ森書館、2014年5月、ISBN 978-4-8228-1403-8